# Roboamo e Abia

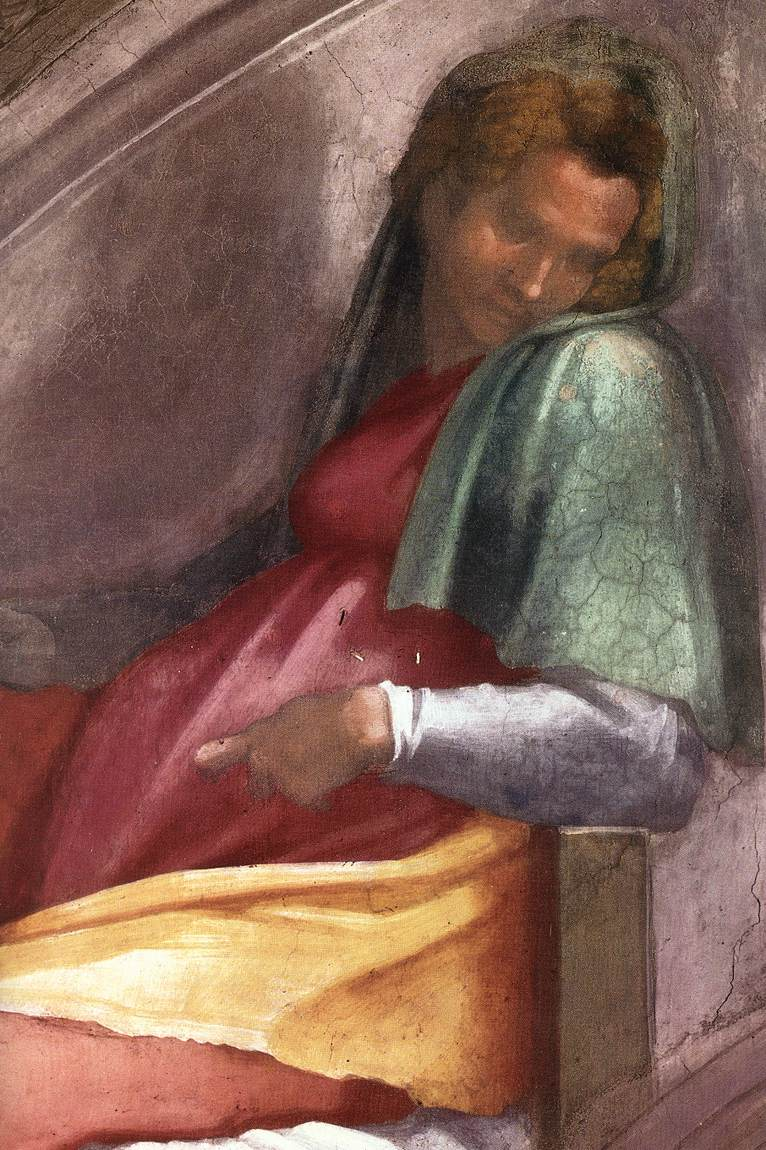
Dettaglio

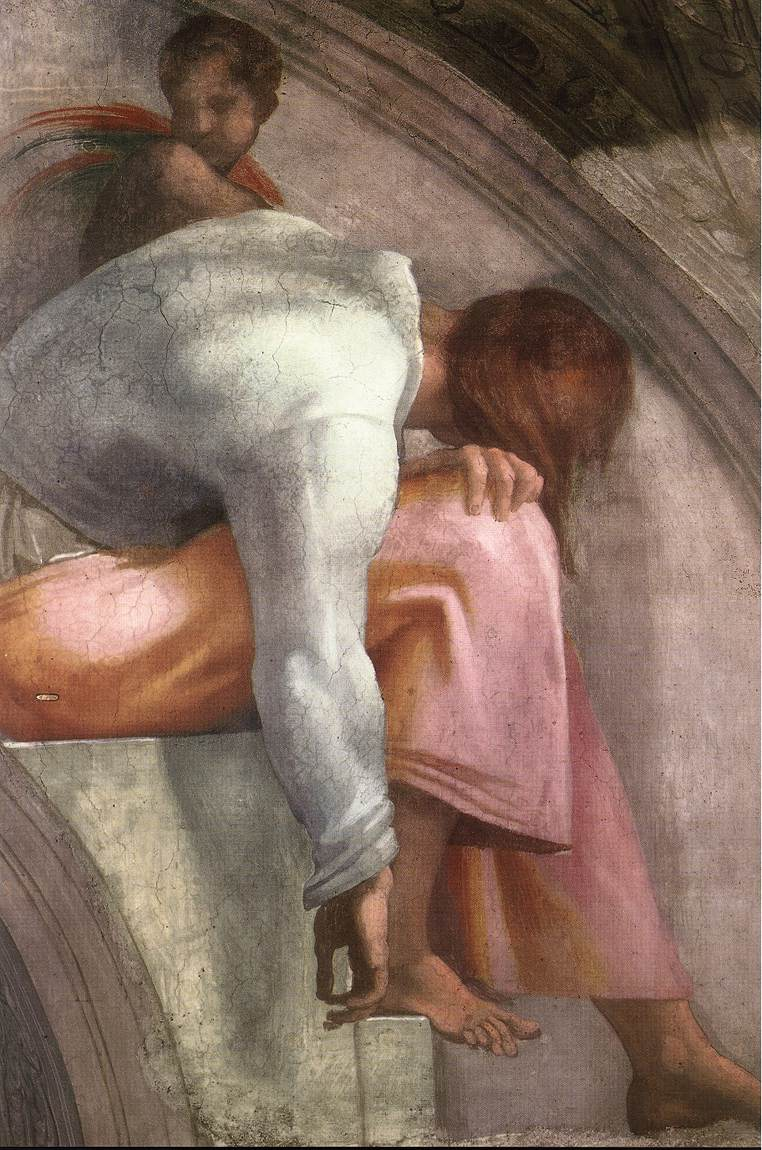
Dettaglio

La lunetta di Roboamo e Abia venne affrescata da Michelangelo Buonarroti nel 1511-1512 circa e fa parte della decorazione delle pareti della Cappella Sistina nei Musei Vaticani a Roma. Venne realizzata nell'ambito dei lavori alla decorazione della volta, commissionata da Giulio II.

## Storia
Le lunette, che contengono la serie degli Antenati di Cristo, furono realizzate, come il resto degli affreschi della volta, in due fasi, a partire dalla parete di fondo, opposta all'altare. Gli ultimi episodi da un punto di vista cronologico delle storie narrate furono quindi le prime a venire dipinte. Nell'estate del 1511 doveva essere terminata la prima metà della Cappella, richiedendo lo smontaggio del ponteggio e la sua ricostruzione nell'altra metà. La seconda fase, avviata nell'ottobre 1511, terminò un anno dopo, appena in tempo per la scopertura del lavoro la vigilia di Ognissanti del 1512.
Tra le parti più annerite della decorazione della cappella, le lunette furono restaurate con risultati stupefacenti entro il 1986.
La lunetta di Roboamo e Abia fu probabilmente la decima a essere dipinta, la seconda dopo il rimontaggio dell'impalcatura lignea.

## Descrizione e stile
Le lunette seguono la genealogia di Cristo del Vangelo di Matteo. Roboamo e Abia sono nella terza lunetta della parete destra a partire dall'altare. 
Essa è organizzata con un gruppo di figure su ciascuna metà, intervallato dal tabellone con i nomi dei protagonisti scritto in capitali romane: "ROBOAM / ABIAS". Nelle lunette della seconda parte la targa ha una forma semplificata, per l'incalzare del papa che voleva una rapida conclusione dei lavori.
Anche il colore di fondo di queste scene è diverso, più chiaro, con figure più grandi e un'esecuzione più rapida e sciolta. Questa lunetta in particolare si è rivelata straordinaria in fase di restauro poiché non si sono trovati segni di divisione in "giornate": l'artista, particolarmente ispirato, dovette completarla in un'unica volta, aggiungendo via via intonaco fresco mentre il lavoro procedeva, senza interruzioni.
Entrambe le metà sono popolate da figure in pose variate e di estrema naturalezza. A sinistra si vede una donna di profilo, che sembra guardare verso il centro della cappella sporgendosi di profilo con la testa girata e un braccio appoggiato sullo schienale: è l'unica delle figure delle lunette ad avere tale accessorio dietro al sedile. Un piede è appoggiato in posizione sopraelevata su un gradino, mostrando il panneggio del manto rosso in tutta la sua forza plastica. La fodera del mantello è gialla, il velo della donna verde e il cuscino bianco, in un variare di colori base che si ritrovano anche negli altri affreschi michelangioleschi. La mano sinistra della donna indica che è incinta, e sembra puntare al nascituro.
Il giovane a destra è invece ripiegato su se stesso, in completo abbandono, col viso girato verso la parete di fondo, appoggiato a una mano sul ginocchio, mentre l'altro braccio è penzolante all'esterno. Meno vivaci sono i colori dei suoi abiti, ma comunque intonati alla cromia generale: una giubba viola tenue, una camicia verde e calzoni rosso-rosa. Dietro di lui si vede un fanciullo appena sbozzato (la diversa rifinitura dei personaggi in secondo piano aiuta a definire i piani spaziali e rievoca il "non-finito" scultoreo di opere come il Tondo Pitti o il Tondo Taddei), che sembra voler rialzare l'uomo prendendolo per la spalla: il suo manto rigonfio è addirittura suggerito da una sola, larga pennellata di ocra rossa e nero. 
L'immagine del giovane dormiente si trova studiata in schizzi a penna su due fogli del cosiddetto "Codice di Oxford", nell'Ashmolean Museum, composto di otto fogli con studi in massima parte riferibili alle lunette dell'ultima metà.